# Autostradă

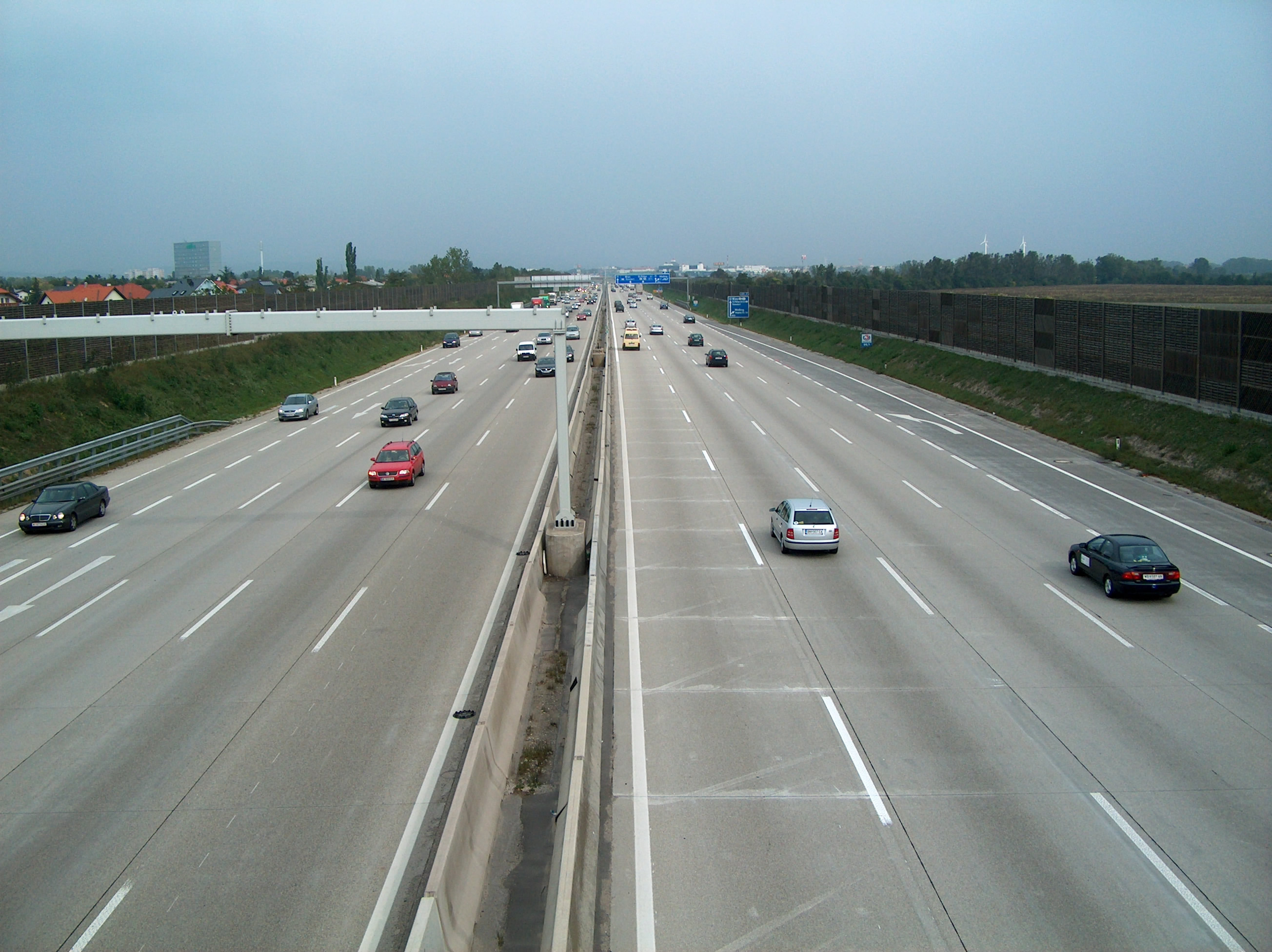
Autostradă cu 4 benzi de circulație pe un sens (A2, Austria)

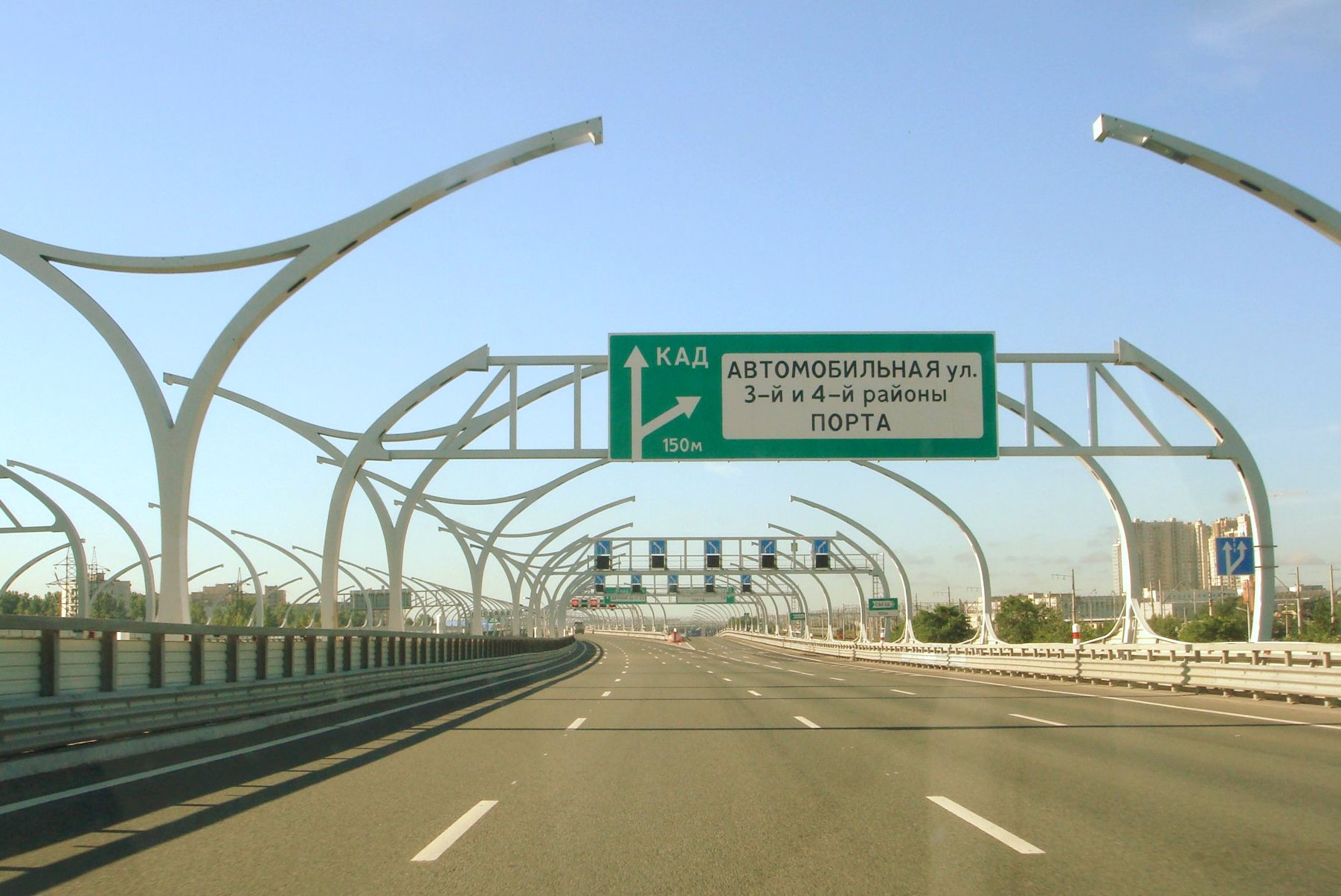
Autostrada-centură a orașului Sankt-Petersburg in Rusia

Autostrăzile prezintă cel mai înalt grad de separare a circulației, fiind rezervate numai traficului auto, cu elemente geometrice care permit realizarea unor debite și viteze mari, în condiții de siguranță.
Autostrăzile au două căi de circulație unidirecționale, separate printr-o zonă mediană, fiecare cu cel puțin două benzi de circulație, fără încrucișări de nivel cu alte căi de circulație și accesibile numai în anumite puncte special amenajate.
Cele mai multe autostrăzi sunt prevăzute cu locuri de parcare și odihnă, benzinărie.

## Istoric
În anul 1924, între Milano și Varese, în Italia, la propunerea inginerului Piero Puricelli, s-a realizat prima autostradă din lume, așa numita „Autostrada dei Laghi”, care avea o singură bandă de circulație pe sens. În 1923 a fost inuagurat primul tronson (26km), de la Milano la Gallarate, cu un nod și pasaje denivelate în dreptul localității Legnano. 1924 avea să fie anul în care a fost inaugurată cea mai lungă autostradă la acea vreme. Proiectată de același Puricelli, aceasta avea o lungime totală de 85 de kilometri, avea o singură bandă de circulație pe sens și lega orașele Milano și Varesse. În 1925 a fost inaugurat ultimul tronson, între Gallarte și Vergiate.
Prima porțiune de drum asemănătoare unei autostrăzi, a fost aceea așa numita AVUS (Automobil Verkehrs und Übungs Straße) din Berlin, privat finanțată și inaugurată la data de 24 septembrie 1921 ca pistă pentru teste și viteză. În Germania prima autostradă completă a fost autostrada A555, inaugurată la data de 6 august 1932, finalizată cu zonă mediană în anul 1958.

## Clasificare
Autostrăzile se pot clasifica în trei categorii:
- autostrăzi de degajare - situate în zona intrărilor orașelor cu circulație deosebit de intensă;
- autostrăzi urbane - sunt amenajate în interorul orașelor cu valori ale fluxurilor de trafic deosebit;
- autostrăzi de legătură - numite și extraurbane, realizează legătura între două sau mai multe centre urbane, ele fiind proiectate în funcție de viteza de rulare, relieful regiunii și de capacitatea de circulație pe care trebuie să o preia în perioada de perspectivă preconizată.

## Indicatoare
Simbolul de autostradă cunoscut în foarte multe țări, deși construcția autostrăzilor între țări mai diferă, panourile cu fond de culoare albastru sau verde sunt recunoscute de către Convenția de la Viena privind indicatoarele și semnalele rutiere (Vienna Convention on Road Signs and Signals), din 8 noiembrie 1968.

### Indicatoare albastre
- Africa de Sud
- Anglia și Irlanda de Nord
- Austria
- Belarus
- Belgia
- Chile
- Emiratele Arabe Unite (Abu Dhabi (emirat))
- Franța
- Germania
- Iran
- Irlanda
- Israel
- Luxemburg
- Norvegia
- Olanda
- Pakistan
- Polonia
- Portugalia
- Spania
- Thailanda
- Tunisia
- Ungaria

### Indicatoare verzi
- Albania
- Australia
- Azerbaidjan
- Bosnia și Herțegovina
- Brasilia
- Bulgaria
- Canada
- Cehia
- China
- Cipru
- Croația
- Danemarca
- Elveția
- Emiratele Arabe Unite (Emirat Dubai)
- Finlanda
- Grecia
- Italia
- Lituania
- Macedonia
- Malaysia
- Mexic
- Peru
- România
- Rusia
- Serbia
- Slovacia
- Slovenia
- Statele Unite ale Americii
- Suedia
- Taiwan
- Thailanda (Expressways)
- Turcia

### Indicatoare pentru numărul nodului rutier

Semnul P46, indicând numărul de conexiune al nodului rutier de pe autostradă (România)

Semnul 448 din Regulamentul german privind traficul rutier indicând numărul de nod rutier

Semnul 4.59, indicator numeric pentru conexiune (Elveția)

Fiecare autostradă trebuie să aibă o numerotare secvențială a intrărilor / ieșirilor de pe aceasta, care informează participanții la traficul rutier de numărul nodului rutier de pe autostadă.
De regulă, intersecțiile sunt de obicei numite după un oraș sau municipiu din apropiere (nu neapărat cel mai apropiat din punct de vedere structural) și ocazional, și după regiunile conectate.
În plus, fiecărei intersecții i se atribuie un număr, ceea ce face mai ușor pentru șoferii care nu sunt familiarizați cu zona sau limba să-și găsească cât mai ușor drumul.
În Elveția și Germania, fiecare intersecție are un număr secvențial (numerotare relativă), care începe în mod normal de la 1 pentru fiecare autostradă, inclusiv intersecțiile- și triunghiurile de autostrăzi. Dacă se construiește o altă joncțiune între două intersecții existente, numerotarea va fi extinsă cu litere finale (de exemplu: 14 – 15a – 15b – 16).
În Austria, Slovacia, Republica Cehă, Ungaria și alte țări, pe de altă parte, numărul de ieșire corespunde kilometrului de autostradă curent al intersecției (numerotare absolută). Acest lucru are avantajul că, în calitate de utilizator, sunteți informat în permanență cu privire la starea distanțelor parcurse/care urmează să fie parcurse cu numărul intersecției și, în plus, cu kilometrajul oficial al autostrăzii, iar schema de numerotare pentru intersecțiile construite ulterior nu trebuie ajustată sau să fie întregită.

## Alcătuire și funcționalitate
Autostrăzile trebuie să îndeplinească niște condiții de funcționalitate cum ar fi:
- căi unidirecționale de circulație - acestea să fie prevăzute cu cel puțin două benzi de circulație pe sens, delimitate între ele prin linii de marcaje întrerupte, iar căile sunt separate printr-o zonă verde mediană.
- benzi de staționare accidentală - prevăzute pe toată lungimea cu marcaj de linii neîntrerupte, alăturate căilor unidirecționale.
- benzi de ghidare - câte două pentru fiecare cale unidirecțională, care sunt vopsite în alb sau galben și precizează prin continuitatea liniilor lățimea părții carosabile propriu-zisă
- benzi carosabile suplimentare pe sectoarele cu rampă mare (sau benzi pentru vehicule lente) și pe sectoarele de intrare sau ieșire de pe autostradă (benzi de accelerare sau de decelerare) care sunt executate în general în locul benzilor de staționare sau de urgență.
- autostrăzile trebuie să se încadreze cât mai bine în peisajul regiunii traversate, să aibă un aspect estetic și să realizeze un confort optic ridicat.
- autostrăzile trebuie să ocolească centrele populate, iar accesul la acestea să se realizeze numai în anumite locuri, numite noduri rutiere amenajate fără încrucișarea fluxurilor de circulație ale căilor unidirecționale.

Din motivele de siguranță a circulației și de ocrotire a mediului înconjurător (poluare), viteza de deplasare pe autostrăzi este limitată între 110 și 130 km/h cu excepția Germaniei unde viteza de deplasare este nelimitată, dar recomandată la 130 km/h, în funcție de siguranța circulației, vizibilitate și condiți meteorologice sau alte regulamentări de circulație.
Tot din motive de siguranță a circulației, pe autostrăzi există și viteza minimă de deplasare care, de asemenea, diferă între țări de la 45 la 80 km/h (exemplu Germania 60 km/h). Vehiculele cu viteza de circulație mai mică, de asemenea pot fi motivul de producere a accidentelor de circulație.
Oprirea, întoarcerea, mersul înapoi, coborârea sau urcarea din vehicule în locuri neamenajate, sunt strict interzise pe autostradă.

## Taxe

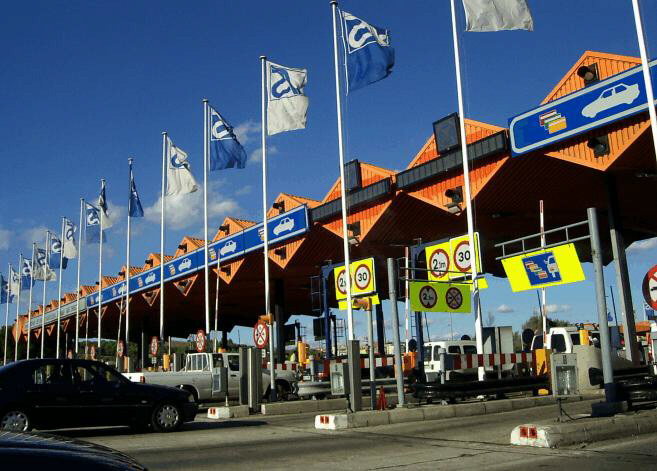
Stație pentru taxe pe autostradă la Granollers

În multe țări pentru circularea pe autostrăzi, sunt obligatorii taxe de circulație. Această poate fi dependentă de timp sub formă unei viniete, sau pe porțiuni de drum la stații de taxare, procedeu obișnuit în multe țări europene. De exemplu în Austria pentru camioane, de la 1 ianuarie 2004, se pretinde o taxă, care se calculează în funcție de datele înregistrate în cutia electronică a camioanelor în baza unui sistem infraroșu. Pentru a evita circulația pe drumurile naționale paralele autostrazilor, pe acestea, adesea sunt impuse interdicții de circulație pentru autocamioane. În Elveția, pe autostrăzi se pretinde o taxă pentru transporturi grele. În Germania, de la 1 ianuarie 2005, camioanele plătesc în avans o taxă la automate distribuitoare pentru traseele dinainte înregistrate, sau prin datele cutiei OBU (On Board Unit) înregistrate prin satelit, taxarea fiind făcută de către firma Toll Collect. Din 2018, în Germania, se prevede introducerea unei taxe de autostradă sub forma unei viniete, care va fi în funcție de cilindree și de criterii de protejare a mediului înconjurător, cu un bonus pentru vehiculele mai puțin poluante. Germanii vor achita contravaloarea unei viniete, după modelul existent în Austria și în Elveția. Pentru autovehiculele înmatriculate în afara Germaniei se vor cumpăra viniete valabile pentru o zi, pentru o săptămână sau pentru o lună, pentru a circula pe autostrăzi, dar nu pentru drumurile naționale. Pentru ca persoanele care lucrează în regiuni transfrontaliere să nu fie penalizate, pe drumurile naționale din regiunile respective nu se va percepe nicio taxă. Germanii vor putea să-și deducă din taxa lor anuală auto (în germană Kfz-Steuer) o parte sau chiar în totalitate din suma plătită pentru vignetă.

## Galerie imagini

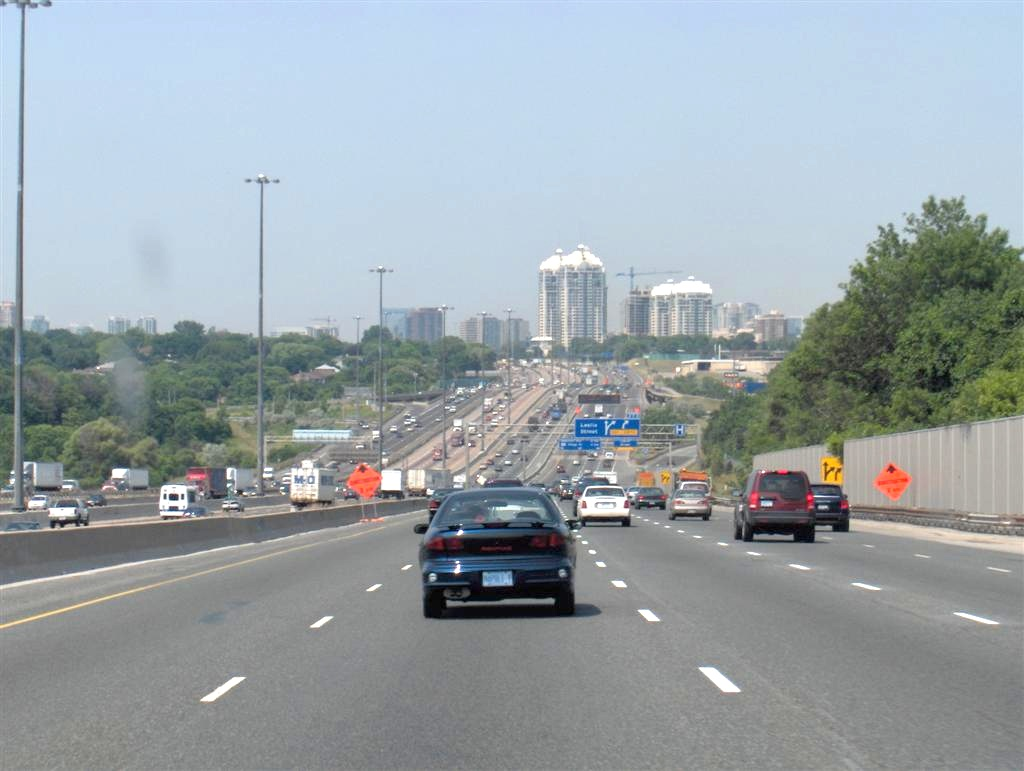
Autostrada 401 - Toronto
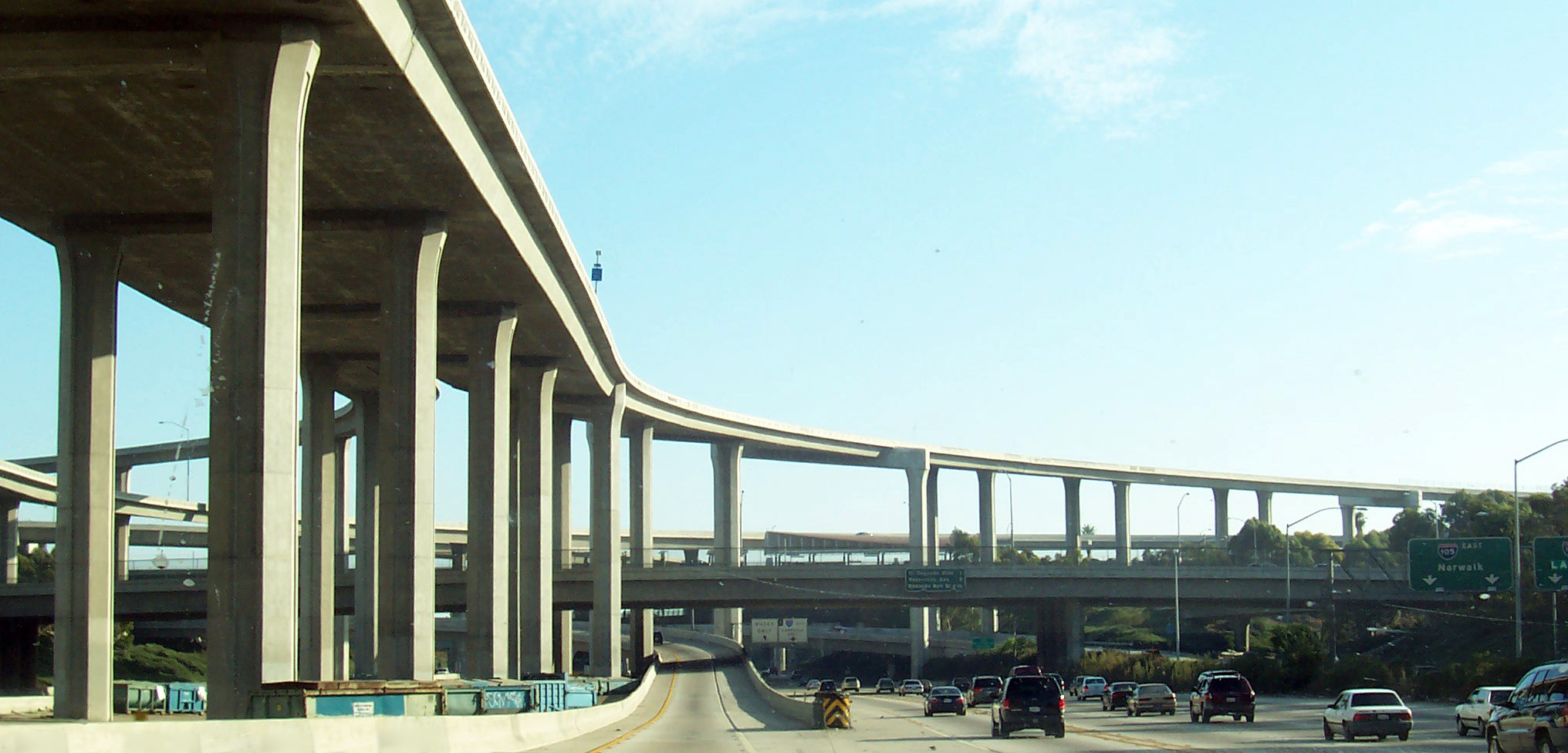
Autostradă în Los Angeles
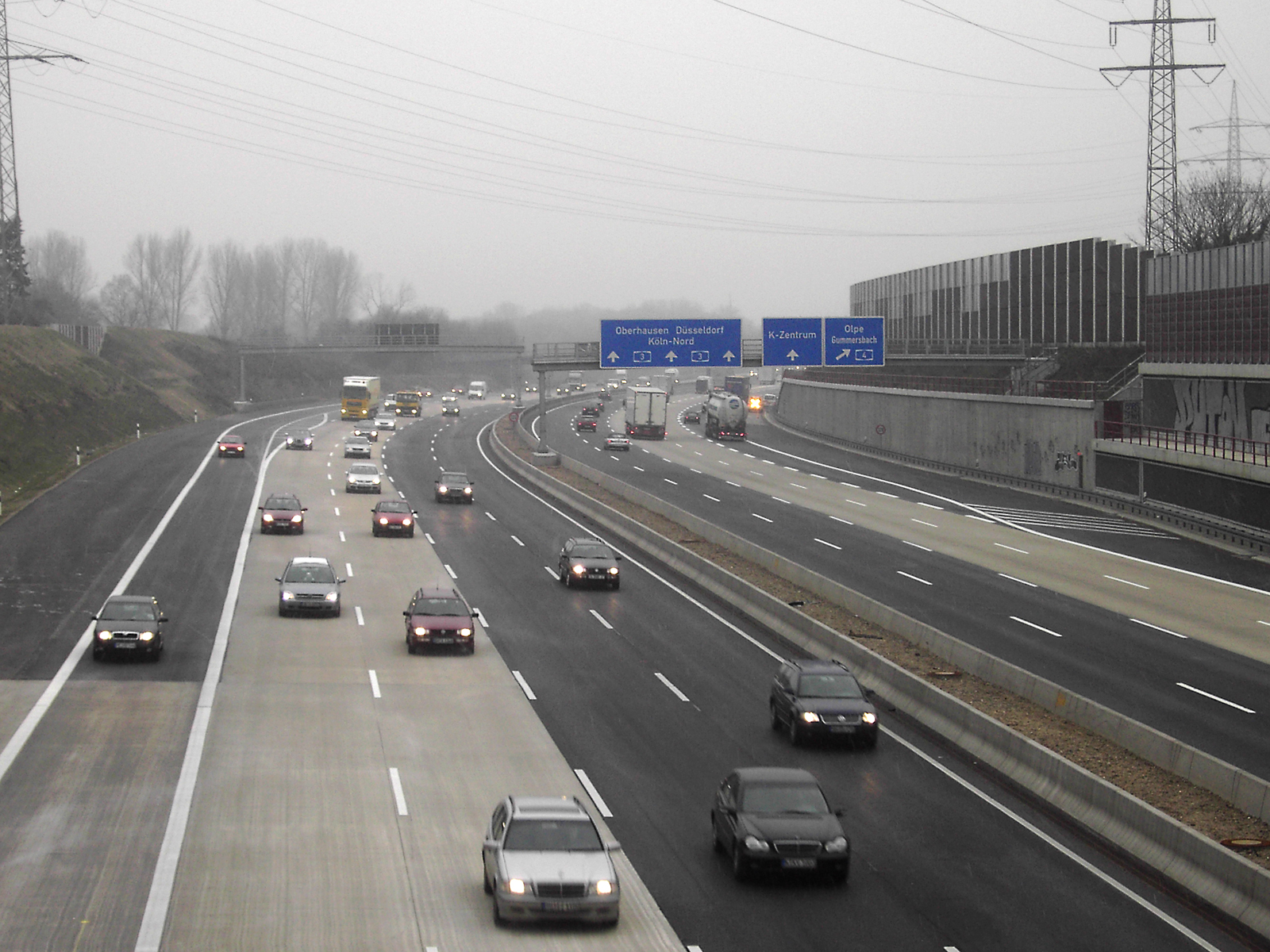
Autostradă în jurul orașului Köln
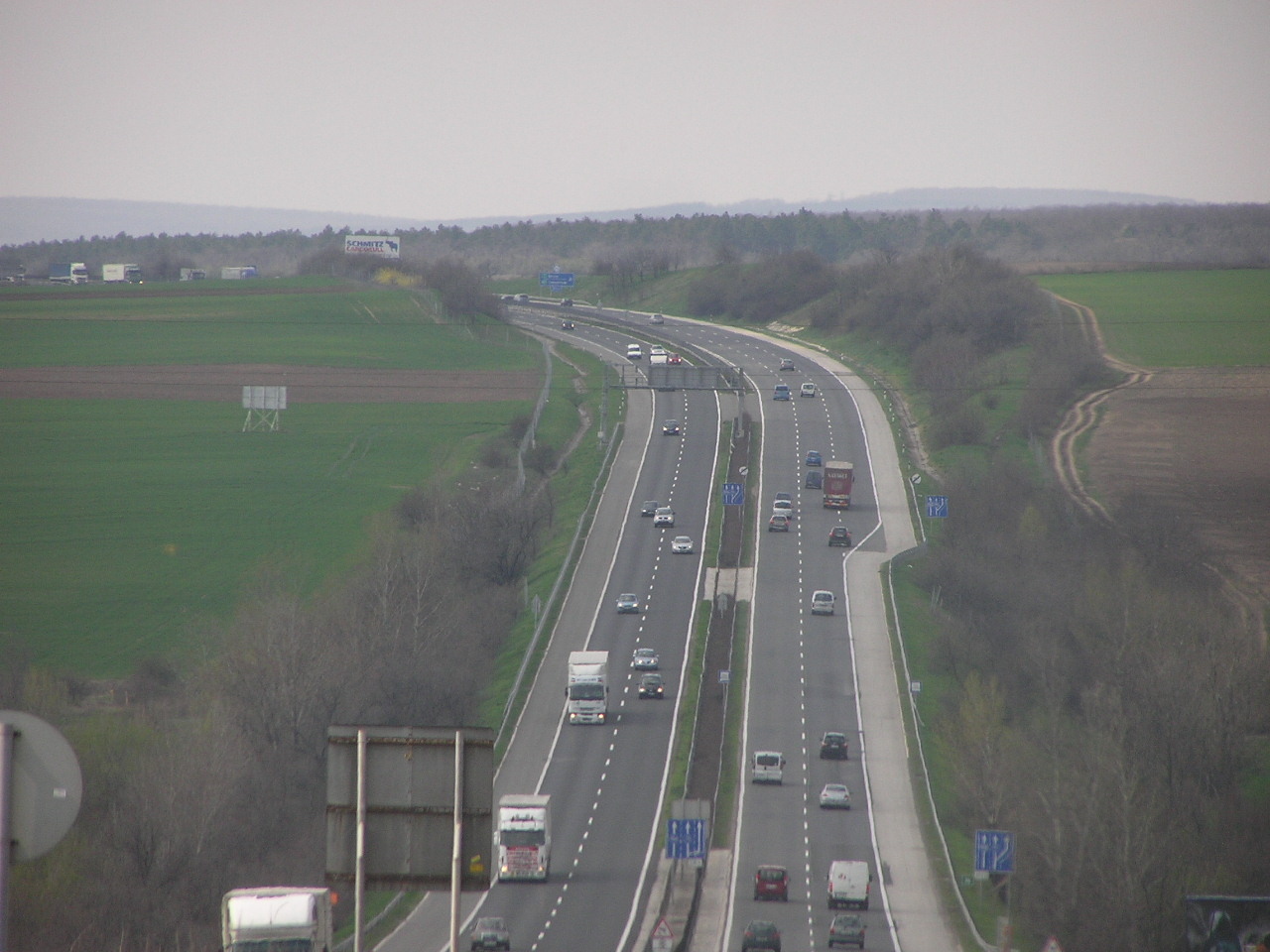
Autostrada M1 din Ungaria

## Intersecții de autostrăzi
Forma intersecției va fi influențată de topografia terenului, pentru a asigura posibilitatea circulației la viteză mai ridicată de pe o autostradă pe altă autostradă.

Intersecție; „trifoi”(cu patru foi)
Intersecție; „crucea malteză”
Intersecție; „turbină”
Intersecție; „moară de vînt”
Intersecție; „sens giratoriu”
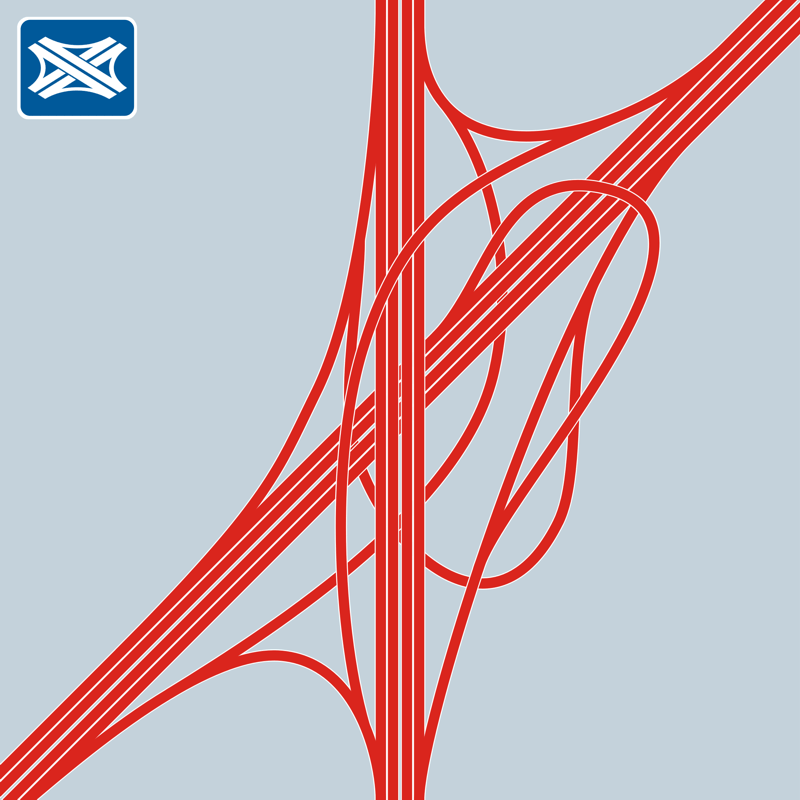
Intersecție; „nod spagetti”